# 523 v.Chr.
Het jaar 523 v.Chr. is een jaartal volgens de christelijke jaartelling.

## Gebeurtenissen

### Perzië
- Koning Cambyses II stuurt vanuit Opper-Egypte een afgezant naar Napata en herstelt de handelsbetrekkingen met Koesj.
- Cambyses II wordt gedwongen naar de Nijl-delta terug te keren, er ontstaat een opstand door heiligschennis van de tempels.

### Griekenland
- Calliades wordt benoemd tot archont van Athene.